# Kawagoe

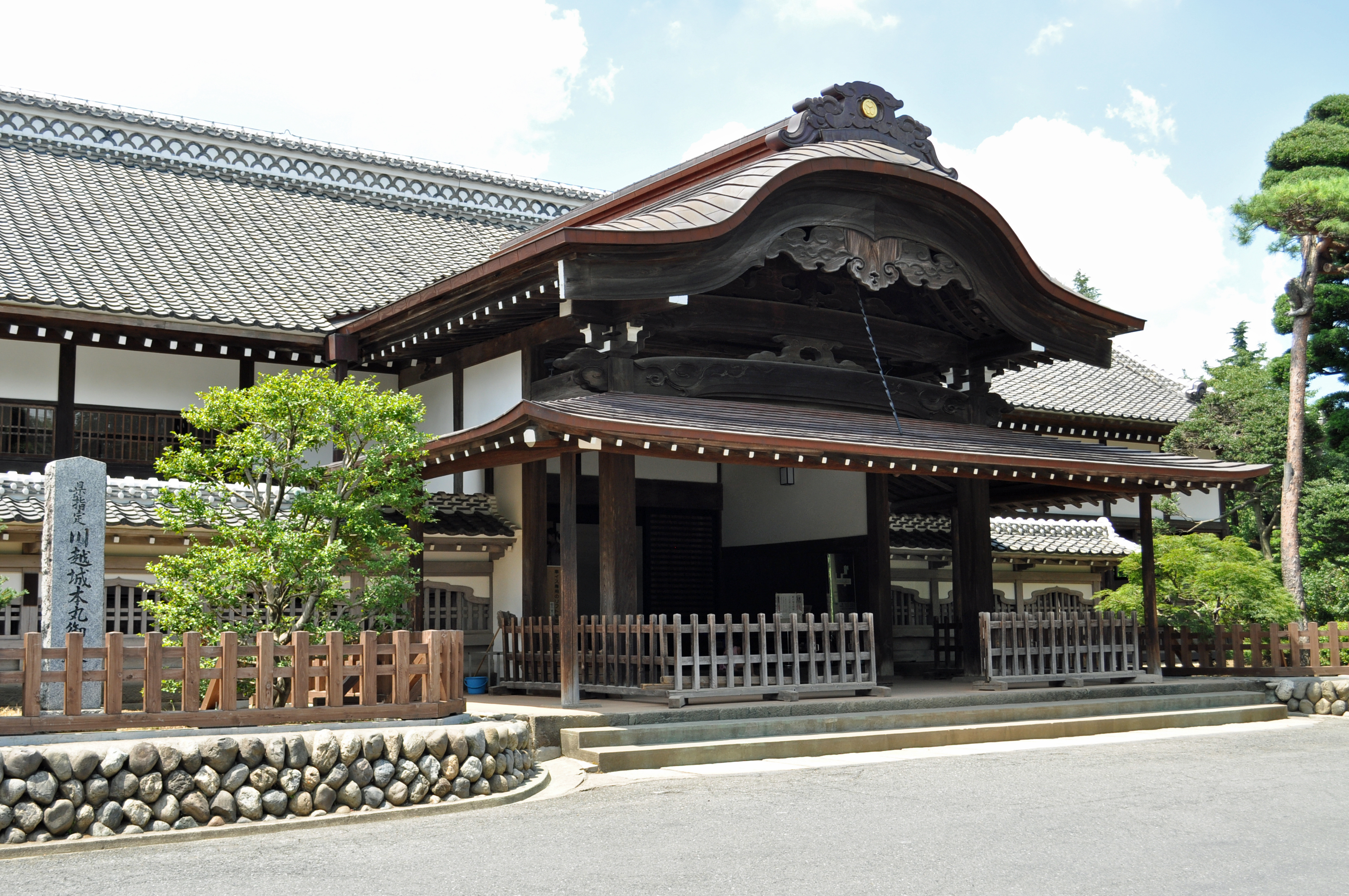
Castell de Kawagoe

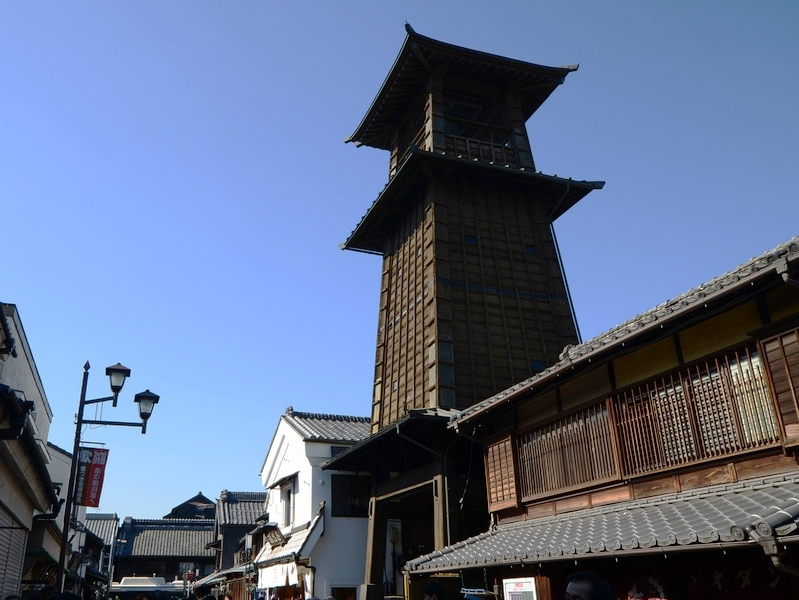
La torre de la campana, un símbol de Kawagoe

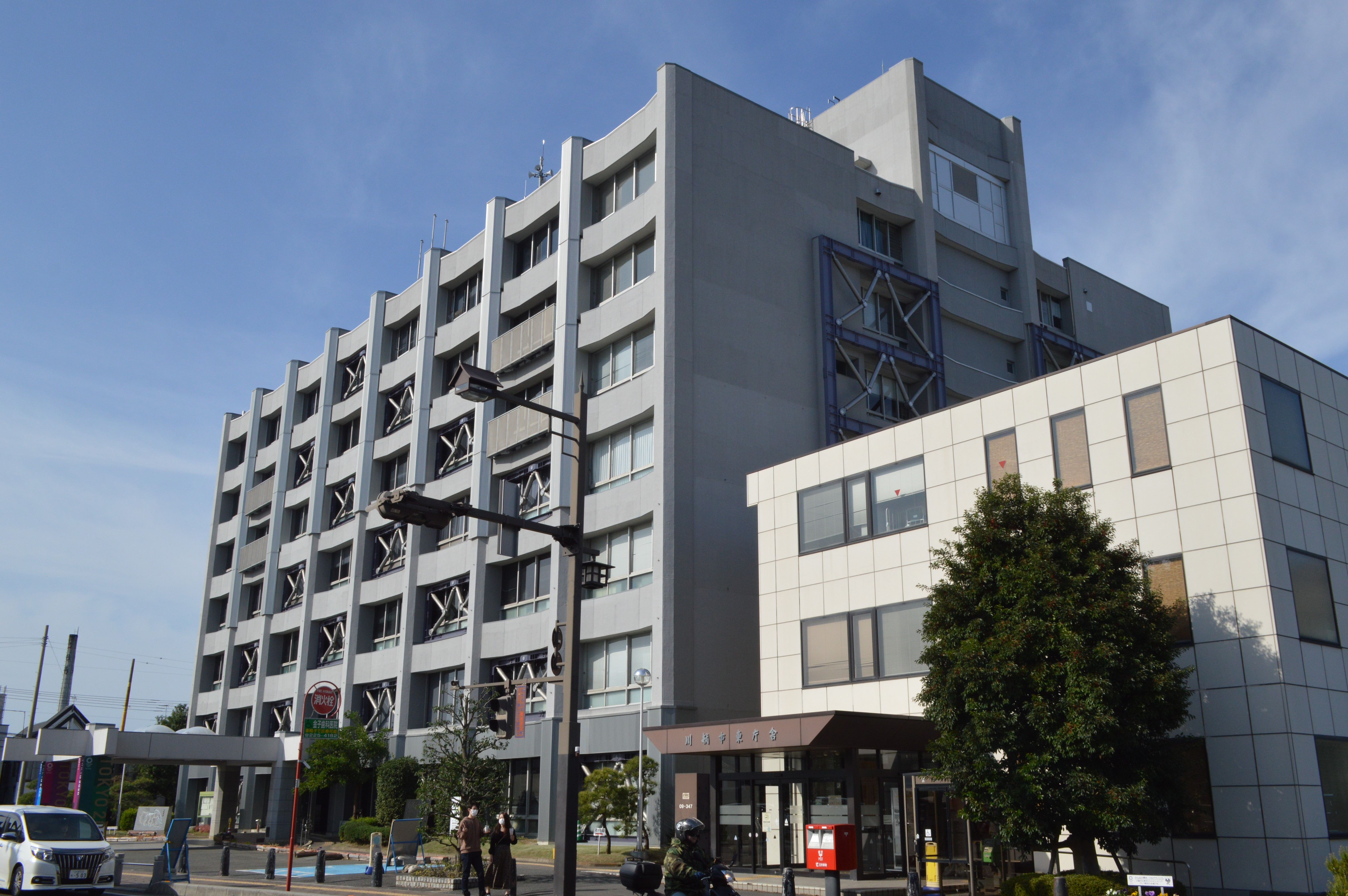
Ajuntament de Kawagoe

Kawagoe (川越市, Kawagoe-shi) és una ciutat i municipi de la prefectura de Saitama, a la regió de Kantō, Japó. A més de ser coneguda com "la petita Edo" (小江戸, Koedo) pel seu barri històric del període homònim, Kawagoe és el tercer municipi més populós de la prefectura.

## Geografia
El municipi de Kawagoe es troba localitzat a l'altipla de Musashino a la regió central de Saitama. Els rius Tama i Ara passen per la ciutat, la qual es troba aproximadament a trenta quilòmetres de distància al nord de Tòquio. El terme municipal de Kawagoe limita amb els de Tsurugashima, Sakado i Kawajima al nord; amb Ageo i Saitama a l'est; amb Fujimi, Tokorozawa, Miyoshi i Fujimino al sud i amb Sayama i Hidaka a l'oest.

## Història
Kawagoe va viure molta acció durant el període Sengoku, donada la proximitat de la ciutat amb Edo. La ciutat va ser molt disputada entre el clan Hōjō tardà i les dues branques del clan Uesugi, ja que competien pel control de la regió de Kantō. A la dècada de 1450, Kawagoe era controlada per la branca Yamanouchi del clan Uesugi. Dècades més tard, Hōjō Ujitsuna es va apoderar del castell de Kawagoe el 1537, i la ciutat va servir com a base important d'operacions quan el clan Hōjō tardà va intentar controlar Kantō. Durant aproximadament dues dècades després, els Uesugi van iniciar diversos intents per recuperar la regió. Això culminà amb la batalla de Kawagoe de 1545, ja que la guarnició de Kawagoe, fortament superada en nombre, va derrotar un intent de setge del castell de Kawagoe. Aquesta victòria portaria a la fi del poder d’Uesugi a la regió i a la destrucció quasi total del clan. Havent assegurat els Hōjō a la regió, Kawagoe va servir durant quaranta-cinc anys més com a ciutat satèl·lit que defensava Edo, i el castell central del clan a Odawara. La ubicació de Kawagoe al riu Ara i prop del riu Edo van ser elements importants de la seva importància tàctica en la defensa de la regió de Kantō dels possibles atacs del nord.
Durant el període Edo, el castell de Kawagoe va ser la seu del feu de Kawagoe sota el bakufu Tokugawa. Després de la restauració Meiji, es va convertir breument en capital de la prefectura de Kawagoe (1871) i després de la prefectura d'Iruma (1871–1873), abans de formar part de la prefectura de Saitama.
La ciutat moderna de Kawagoe es va crear dins del districte d'Iruma, amb l'establiment del sistema de municipis l'1 d'abril de 1889. Una gran part de la ciutat va ser destruïda en un incendi el 13 de maig de 1893 i es va reconstruir amb moltes estructures mitjançant tècniques de construcció de magatzems Kura tradicionals. L'1 de desembre de 1922 Kawagoe es va fusionar amb el poble veí de Senba, i va ser elevada a l'estatus de ciutat, amb una població de 30.359 habitants. Va ser el primer municipi de la prefectura de Saitama a rebre l'estatus de ciutat.
El poble de Tanomozawa va ser annexionat el 1939. La ciutat va escapar de la Segona Guerra Mundial amb només danys menors. La ciutat es va expandir el 1955 annexionant els pobles de Yoshino, Furuya, Minamifuruya, Takashina, Fukuhara, Daito, Kasumigseki, Naguwashi i Yamada. El desembre de 1999, l'antic nucli històric de Kawagoe va ser designat Districte de Preservació Històrica. L'1 d'abril de 2003, Kawagoe va ser designada una ciutat nucli amb una major autonomia local.

## Administració

### Alcaldes
| #    | Alcalde            | Inici del mandat | Fi del mandat | Partit | Partit |
| I    | Riuemon Ayabe      | 1922             | 1923          |        | Ind    |
| II   | Kumazō Takeda      | 1923             | 1927          |        | Ind    |
| III  | Kikurō Terao       | 1927             | 1931          |        | Ind    |
| IV   | Hisao Hayashi      | 1931             | 1932          |        | Ind    |
| V    | Kinjūrō Hayakawa   | 1932             | 1935          |        | Ind    |
| VI   | Sadagorō Hashimoto | 1935             | 1939          |        | Ind    |
| VII  | Tokujirō Date      | 1939             | 1943          |        | Ind    |
| VIII | Kaiichi Shibuya    | 1943             | 1945          |        | Ind    |
| IX   | Masaumi Kawai      | 1945             | 1946          |        | Ind    |
| X    | Taikichi Itō       | 1946             | 1965          |        | Ind    |
| XI   | Takiji Katō        | 1965             | 1981          |        | Ind    |
| XII  | Kiichi Kawai       | 1981             | 1993          |        | Ind    |
| XIII | Kōichi Funabashi   | 1993             | 2009          |        | Ind    |
| XIV  | Yoshiaki Kawai     | 2009             | -             |        | Ind    |

## Demografia
| 1920    | 1930    | 1940    | 1950    | 1960    | 1970    | 1980    |
| ------- | ------- | ------- | ------- | ------- | ------- | ------- |
| 66.320  | 75.690  | 77.672  | 100.407 | 107.523 | 171.029 | 259.314 |
| 1990    | 2000    | 2010    | 2020    | 2030    | 2040    | 2050    |
| 304.854 | 330.766 | 342.714 | 354.090 | -       | -       | -       |

## Transport

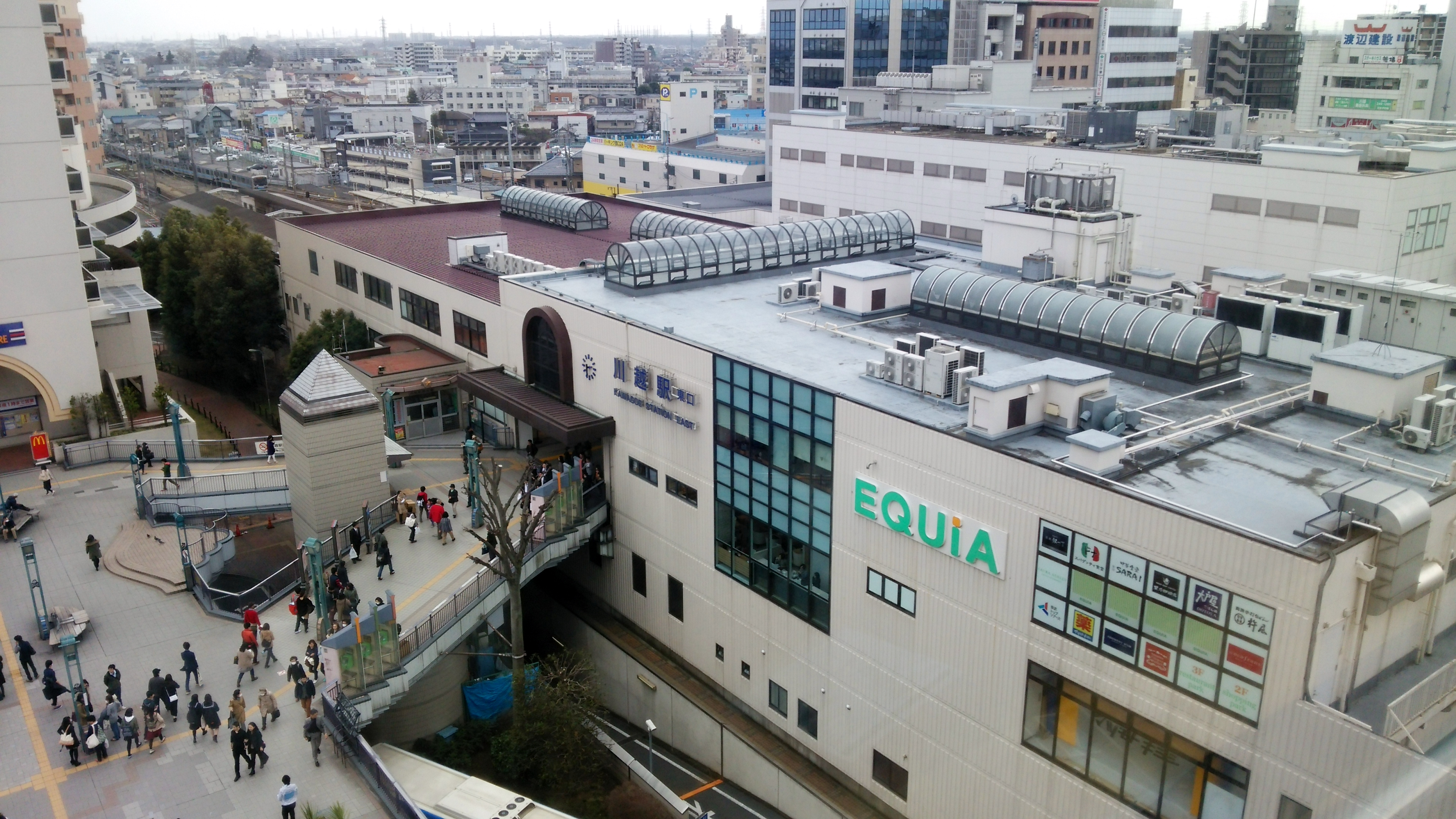
Entrada est de l'estació de Kawagoe

### Ferrocarril
- Companyia de Ferrocarrils del Japó Oriental (JR East)
  - Kasahata - Matoba - Nishi-Kawagoe - Kawagoe - Minami-Furuya
- Ferrocarril Tōbu
  - Kasumigaseki - Kawagoe-shi - Kawagoe - Shingashi
- Ferrocarril Seibu
  - Hon-Kawagoe - Minami-Ōtsuka

### Carretera
- Autopista de Kantō-Echigo (Kan-etsu) - Autopista Intermetropolitana
- Nacional 16 - Nacional 254 - Nacional 407

## Agermanaments
- Tanagura, prefectura de Fukushima, Japó.[3] (18 de gener de 1972)
- Jacareí, estat de São Paulo, Brasil.[3] (agost de 1977)
- Obama, prefectura de Fukui, Japó.[3] (30 de novembre de 1982)
- Offenbach am Main, Hessen, Alemanya.[4] (24 d'agost de 1983)
- Salem, Oregon, EUA.[3] (1 d'agost de 1986)
- Autun, Saona i Loira, França.[4] (18 d'octubre de 2002)
- Nakasatsunai, Hokkaido, Japó.[3] (30 de novembre de 2002)